# Памятная медаль «100 лет независимости Бельгии»
Памятная медаль «100 лет независимости Бельгии» (фр. Médaille commémorative du centenaire de l'indépendance nationale 1830-1930, нидерл. Herinneringsmedaille van 100 Jaars de Onafhankelijkheid 1830-1930) — бельгийская памятная награда, учрежденная 20 июля 1930 года в честь столетия независимости Бельгии.
Ей были награждены как действующие военнослужащие и ветераны бельгийских вооруженных сил, так и гражданские лица, которые с честью служили своей стране более двадцати лет до 1 января 1931 года.

## Описание награды
Медаль шириной 32 мм и высотой 30 мм. Восьмиугольник из посеребренной бронзы увенчан короной, в результате чего общая высота медали составляет 41 мм. На аверсе изображены первые три бельгийских короля: Леопольда I, Леопольда II и Альберта I. На реверсе изображены 1830-е и 1930-е годы в виде гравировки, наложенной на фон из дубовых и лавровых листьев. 
Медаль подвешивалась на кольце из белой муаровой шелковой ленты с окантовкой по периметру в национальных цветах шириной 3 мм.